# Peltodytes rotundatus
Peltodytes rotundatus ist ein Käfer aus der Familie der Wassertreter (Haliplidae). 

## Merkmale
Die Käfer sehen dem Ovalen Wassertreter (Peltodytes caesus) sehr ähnlich, unterscheiden sich von dieser Art jedoch durch die deutlich kürzere und nahezu runde Körperform. Die Deckflügel sind nur unmerklich länger als breit.

## Vorkommen und Lebensweise
Die Art ist im Mittelmeerraum von Portugal, Spanien, Sardinien, Sizilien, Korsika, dem Festland Italiens über Slowenien, Kroatien und Bosnien bis nach Albanien und Griechenland sowie in Frankreich verbreitet. 